# بمباران مینسک در جنگ جهانی دوم

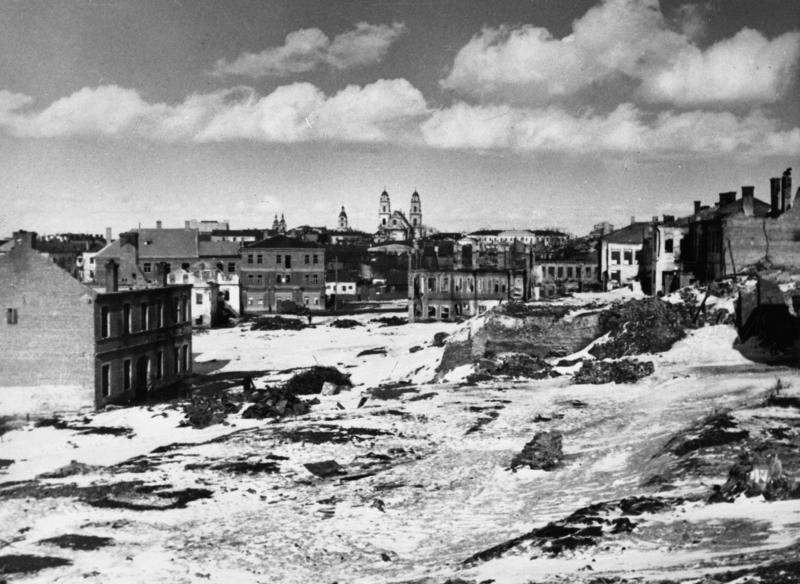
مینسک پس از بمباران

بمباران مینسک در جنگ جهانی دوم (انگلیسی: Bombing of Minsk in World War II) حمله‌ای هوایی به شهر مینسک در شوروی بود که در جنگ جهانی دوم به وقوع پیوست.
در روز ۲۴ ژوئن ۱۹۴۱ شهر مینسک سه نوبت و هر نوبت توسط ۴۷ جنگنده هوایی آلمانی بمباران شد. دفاع ضدهوایی شهر به خوبی سازماندهی نشده بود و به سرعت ترس تمام شهر را فرا گرفت. با از بین رفتن منابع آبی شهر، آتش به سرعت گسترش پیدا کرد و شهر تخلیه شد.